# Ок Тхэгён
Ок Тхэгён (кор. 옥택연?, 玉澤演?, также известный как Тхэгён; род. 27 декабря 1988 года, Сеул, Республика Корея) — южнокорейский рэпер, певец, автор песен, актёр и предприниматель. Главный рэпер южнокорейского бой-бэнда 2PM.
В 2010 году Ок дебютировал как актёр в корейской дораме «Сестра Золушки» и с тех пор снялся в телесериалах «Одержимые мечтой» (2011), «Кто ты?» (2013), «Чудесные дни» (2014), «Ассамблея» (2015), «Давай сразимся, призрак» (2016), «Спаси меня» (2017), «Игра: Стремление к нулю» (2020), «Сказание о тайном королевском инспекторе и Чо И» (2021), «Винченцо» (2021) и «Слепцы» (2022), а также в фильмах «Ночь накануне свадьбы» (2013), «Дом вне времени» (2017) и военно-историческом боевике «Битва у острова Хансан» (2022).

## Биография
Ок Тхэгён родился в Сеуле, Республика Корея, но эмигрировал в возрасте 10 лет вместе со своими родителями и старшей сестрой Джи Хён в Бедфорд, штат Массачусетс, небольшой городок, расположенный в районе Большого Бостона. Именно его сестра Джи Хён уговорила его принять участие в прослушивании в JYP Entertainment, рекламу которого она заметила во время сёрфинга в Интернете. После того, как он неохотно согласился участвовать, оба направились в Нью-Йорк на его 17-летие. Неделю спустя он был выбран для участия в финале 35 и получил приглашение поехать в Республику Корея, чтобы пройти дальше. Сначала Ок подавал заявку на работу моделью, но судьи предложили ему попробовать себя в танцах и пении. В конце концов он был назван одним из дюжины финалистов, которые участвовали в шоу Superstar Survival, но был первым участником, покинувшим шоу.
Ок прожил в Массачусетсе семь лет, посещая среднюю школу Бедфорда, где он был членом шахматного клуба, джаз-бэнда, футбольной команды JV и Национального общества чести, прежде чем вернуться, чтобы продолжить свою карьеру в Корее. Ок перешёл в среднюю школу Ян Дон в Сеуле, а затем изучал деловое администрирование в университете Данкук и поступил в Высшую школу международных исследований Корейского университета.
Он свободно говорит на английском, корейском и японском языках, а также знаком с использованием пусанского диалекта, который использовал при съёмках в дораме «Чудесные дни».

## Фильмография

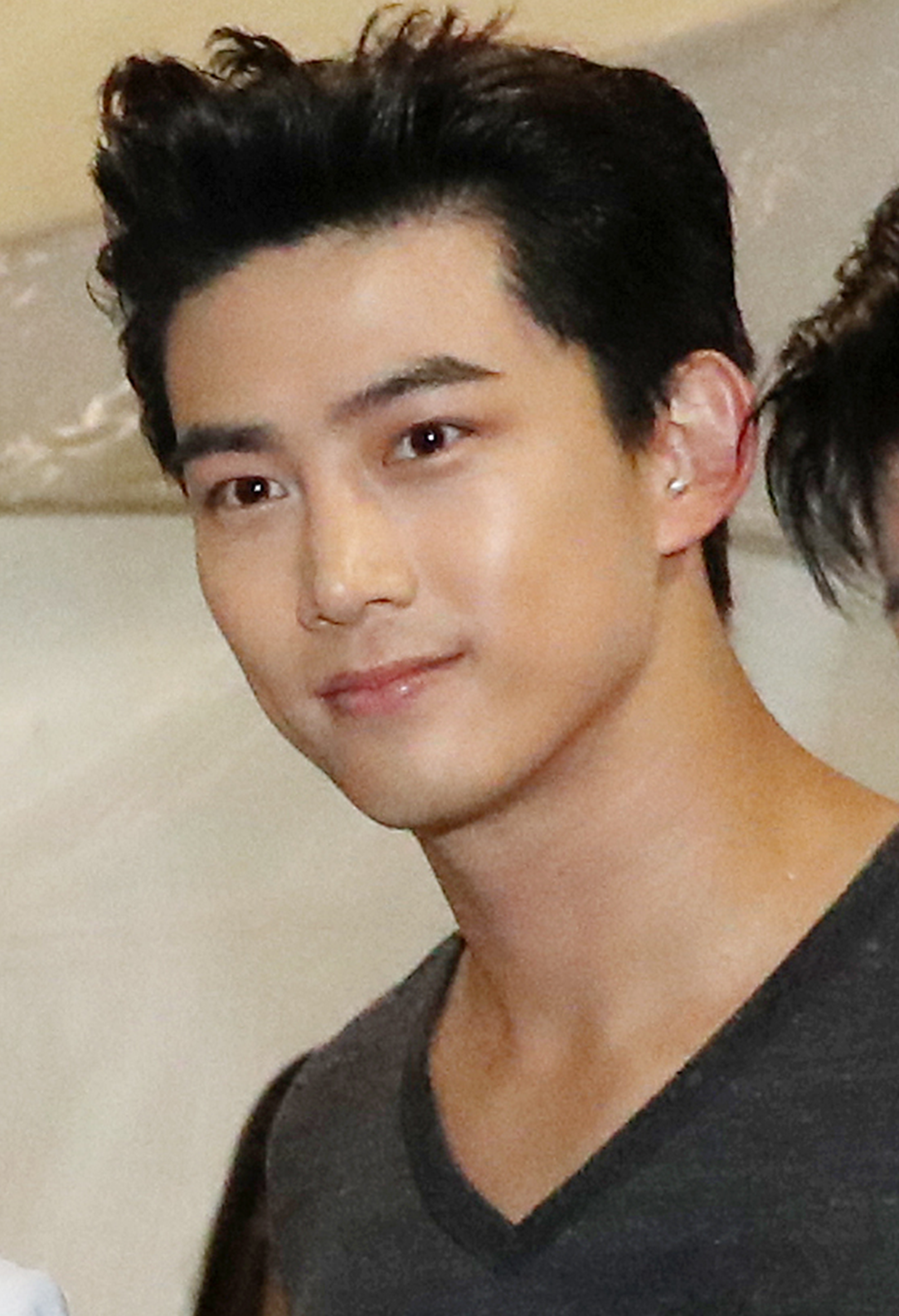
Ок Тхэгён в 2016 году

### Кино
| Год  | Название               | Роль          |
| ---- | ---------------------- | ------------- |
| 2013 | Ночь накануне свадьбы  | Вон Чуль      |
| 2017 | Дом вне времени        | Священник Чой |
| 2022 | Битва у острова Хансан | Им Джун Ён    |

### Телевизионные сериалы
| Год  | Название                                        | Роль                      | Примечание          | Источник |
| ---- | ----------------------------------------------- | ------------------------- | ------------------- | -------- |
| 2010 | Сестра Золушки                                  | Хан Чон Ву                | Второстепенная роль |          |
| 2011 | Одержимые мечтой                                | Джин Гук / Хён Си Хёк     | Главная роль        |          |
| 2011 | 99 дней со звездой                              | Тэ Сон                    | Второстепенная роль |          |
| 2013 | Кто ты?                                         | Ча Гон Ву                 | Главная роль        |          |
| 2014 | Чудесные дни                                    | Кан Дон Хи                | Главная роль        |          |
| 2015 | Ассамблея                                       | Ким Кю Хван               | Главная роль        |          |
| 2016 | Семь первых поцелуев                            | Ок Тхэгён                 | Главная роль        |          |
| 2016 | Давай сразимся, призрак                         | Пак Бон Паль              | Главная роль        |          |
| 2017 | Спаси меня                                      | Хан Сан Хван              | Главная роль        |          |
| 2020 | Игра: Стремление к нулю                         | Ким Тэ Пён                | Главная роль        |          |
| 2021 | Винченцо                                        | Чан Джун Ву / Чан Хан Сок | Главная роль        | [ 8 ]    |
| 2021 | Сказание о тайном королевском инспекторе и Чо И | Ра И Он                   | Главная роль        | [ 9 ]    |
| 2022 | Слепой                                          | Рю Сон Чжун               | Главная роль        | [ 10 ]   |
| 2022 | Целую, Китти                                    | Оушен Парк                | Главная роль        |          |
| 2023 | Мое сердце бьётся                               | Сон У Хёль                | Главная роль        | [ 11 ]   |

### Телевизионные и документальные фильмы
| Год  | Название                              | Роль              | Примечание                                              |
| ---- | ------------------------------------- | ----------------- | ------------------------------------------------------- |
| 2012 | Больше чем ONEDAY ~История 2PM и 2AM~ | Ок Тхэгён         | По материалам выступления JYP Nation в Японии, 2011 год |
| 2016 | Дом, милый дом                        | Тхэгён            | Камео                                                   |
| 2017 | Ты ближе, чем мне кажется             | друг Кан Сон Мина | Камео                                                   |

### Веб-сериалы
| Год  | Название             | Роль      | Примечания    | Источник |
| ---- | -------------------- | --------- | ------------- | -------- |
| 2016 | Касаясь тебя         | До Джин У |               |          |
| 2016 | Семь первых поцелуев | Ок Тхэгён | Эпизоды № 5-6 |          |
| TBA  | Деревня зомби Тэрунг | До Рак Ку |               | [ 12 ]   |

## Дискография
- Работы Ока с 2PM см. в статье Дискография 2PM

### Коллаборации
| Год  | Название                | Артисты                                        | Альбом                             |
| ---- | ----------------------- | ---------------------------------------------- | ---------------------------------- |
| 2009 | «My Ear’s Candy»        | Пэк Чи Ён ft. Тхэгён                           | EGO                                |
| 2009 | «Yes I’m In Love»       | Бада ft. Тхэгён                                | See the Sea                        |
| 2012 | «Classic»               | Пак Чинён, Сюзи из Miss A, Уён и Тхэгён из 2PM | Digital Single (Reebok Classic CF) |
| 2012 | «Madness»               | Miss A ft. Тхэгён                              | Independent Women Part III         |
| 2013 | «Hello (Japanese Ver.)» | Чо Ён Пхиль ft. Тхэгён                         | Hello                              |
| 2017 | «Just Feeling»          | Ким Тхэ У ft. Jun. K и Тхэгён из 2PM           | T-WITH                             |

### Оригинальный саундтрек
| Год  | Название                                   | Альбом                      |
| ---- | ------------------------------------------ | --------------------------- |
| 2011 | «Dream High» (с Уёном, Ким Сухёном и Сюзи) | Dream High OST              |
| 2011 | «My Valentine» (с Пак Чинёном и Никхуном)  | Dream High OST              |
| 2013 | «My Way to You» (с Чунхо)                  | 7th Grade Civil Servant OST |
| 2013 | «Marriage Blue Opening (결혼전야 Opening)» | Marriage Blue OST           |